# Geny Catamo
Geny Catamo, né le 26 janvier 2001 à Maputo, est un footballeur international mozambicain qui évolue au poste d'ailier au Sporting Portugal.

## Biographie

### Carrière en club
Né à Maputo au Mozambique, Geny Catamo est formé entre le Maxaquene et les Black Bulls, dans son pays natal avant d'être repéré par l'Amora FC de Litos en 2018, signant au club l'année suivante,,.
S'illustrant rapidement en quatrième division portugaise, il est repéré par le Sporting Portugal, où il signe à l'été 2019 et commence sa carrière professionnelle en championnat du Portugal,,,.
Après s'être illustré avec les jeunes et l'équipe réserve du club de Lisbonne, il joue son premier match avec l'équipe première le 29 décembre 2021, Rúben Amorim lui faisant jouer les trente dernières minutes de la victoire à domicile du Sporting face à Portimonense (3-2),. Il ne peut néanmoins pas participer aux rencontres suivantes de championnat, à la suite d'un test positif au covid.
Catamo est ensuite prêté au Vitória Guimarães pour la fin de saison, prenant part à 10 matchs pour 3 passes décisives. Il prolonge alors son contrat avec le Sporting, avant d'être à nouveau prêté, toujours en première division, au CS Marítimo.

### Carrière en sélection
Catamo est international avec l'équipe du Mozambique des moins de 20 ans, prenant part à la coupe de la COSAFA en 2018.
En septembre 2019, Catamo est convoqué pour la première fois avec l'équipe senior du Mozambique. Il honore sa première sélection le 10 septembre 2019, lors d'une victoire 2-0 contre Maurice en qualifications pour la Coupe du monde, dont il marque le deuxième but,,.
Il compte déjà plus d'une douzaine de sélections avec le Mozambique à seulement 20 ans, ne manquant par la suite à l'appel que sur blessure. Il fait en 2023 partie des cadres de la sélection. En décembre 2023, il est retenu dans la liste des vingt-sept joueurs mozambicains sélectionnés par Chiquinho Conde pour disputer la Coupe d'Afrique des nations 2023. Catamo disputera ainsi sa première compétition internationale. 

## Palmarès
Sporting Portugal
- Championnat du Portugal (2) :
  - Champion en 2024 et 2025